# C-415
La  C-415  era una carretera comarcal que comunicaba Ciudad Real con Murcia, pasando por Valdepeñas.

Mapa de la antigua carretera (en verde) y sus actuales variantes.

## Nomenclatura
La antigua carretera  C-415  pertenecía a la red de carreteras comarcales del Ministerio de Fomento. Su nombre está formado por: C, que indica que era una carretera comarcal de nivel estatal; y el 415 es el número que recibe según el orden de nomenclaturas de las carreteras comarcales, según donde comiencen, su distancia a Madrid y si son radiales o transversal respecto a la capital.

## Historia
Hasta el cambio de denominación de carreteras autonómicas, en el que se eliminaba el antiguo nombre de comarcales, esta carretera tenía su punto de inicio en Ciudad Real, y su finalización en Alcantarilla, conociéndose como la carretera de Ciudad Real a Murcia.
La  C-415  se ha dividido en las siguientes carreteras:
- La  CM-4127  para el tramo Ciudad Real a Miguelturra.
- La  CM-412  para el tramo Miguelturra a Villanueva de la Fuente. Este tramo se está desdoblando como  CM-45 .
- La  CM-3208  para el tramo Villanueva de la Fuente a Alcaraz. Este tramo se ha previsto desdoblar como  CM-45 .
- La  CM-3216  para el tramo Alcaraz a Cortijo de Tortas
- La  AB-516  entre Cortijo de Tortas y Riópar (Viejo) (hasta 2011 siguió llamándose  C-415 ).
- La  CM-412 , de nuevo, para el tramo Riópar (Viejo) a Elche de la Sierra.
- La  CM-3228  para el tramo Elche de la Sierra a Socovos.
- La  CM-3217  para el tramo Socovos hasta el límite con la Región de Murcia.
- La  RM-715  para el tramo entre el límite regional hasta Caravaca de la Cruz.
- La  RM-15   para el tramo entre Caravaca de la Cruz hasta Alcantarilla, este tramo ha sido convertido en autovía.

Muchos de estos tramos fueron sustituidos por nuevas variantes, por lo que de Ciudad Real a Murcia, la sucesión de carreteras actual sería:  CM-45 ,  CM-412  (en la que se intercala la  N-322 ),  CM-3228 ,  CM-3217 ,  RM-715  y  RM-15 .

## Trazado
La  C-415  iniciaba su recorrido en Ciudad Real en dirección Valdepeñas, tras atravesar Valdepeñas se deirigía hacia las poblaciones de Villanueva de los Infantes, Villahermosa y Villanueva de la Fuente, a continuación entraba en la Provincia de Albacete atravesando las poblaciones de Alcaraz, Riópar, Elche de la Sierra, Férez y Socovos. Proseguía entrando en la Región de Murcia atravesando las poblaciones de Moratalla, Caravaca de la Cruz, Cehegín, Bullas, Mula, Albudeite y finalizaba en la localidad murciana de Alcantarilla.